# Treffort
Treffort település Franciaországban, Isère megyében. Lakosainak száma 258 fő (2022. január 1.). Treffort Lavars, Marcieu, Mayres-Savel, Monestier-de-Clermont, Roissard és Sinard községekkel határos.

## Népesség
A település népessége az elmúlt években az alábbi módon változott:
| Lakosok száma | 57   | 69   | 78   | 208  | 262  | 276  | 292  | 301  | 286  | 258  |
|               | 1968 | 1982 | 1990 | 2006 | 2013 | 2015 | 2017 | 2019 | 2020 | 2022 |